# Lay Zhang
Zhang Yixing (Chino simplificado: 张艺兴; Chino tradicional: 張加帥; Changsha, Hunan, 7 de octubre de 1991), más conocido como Lay Zhang o simplemente Lay, es un rapero, cantante, músico, actor, modelo, compositor, bailarín y empresario chino miembro del grupo surcoreano EXO. Se dio a conocer después de participar en un programa de televisión llamado Star Academy en 2005. Ingresó como miembro de EXO en enero de 2012, es bailarín principal y vocalista de esta. En septiembre de 2015, publicó su autobiografía, titulada Standing Firm At 24, batiendo récords de libro más vendido en su preventa.

## Primeros años
Lay nació el 7 de octubre de 1991 en Changsha, Hunan, China. Su primer papel en televisión fue a los seis años de edad protagonizando a Huan Huan en We The People en 1998. En 2000, a los nueve años de edad, participó en un programa de televisión chino como miembro del club de fanáticos del actor y cantante Jimmy Lin, dándole su primer contacto con la industria del entretenimiento. Lay comenzó su carrera como estrella infantil local en la provincia de Hunan, después de ganar el tercer lugar en un concurso organizado por el popular programa de televisión Star Academy en 2005. También apareció en un episodio de Yue Ce Yue Xin Kai y el espectáculo de variedades de Liu Na, Na Ke Bu Yi Yang entre 2005 y 2006. En abril de 2006, audicionó a la estrella en la serie The Duke of Mount Deer dirigido por Zhang Jizhong. A pesar de ser uno de los finalistas, no ganó el papel. En 2008, Lay se unió a S.M. Entertainment después de una exitosa audición en Changsha. En el momento de las audiciones, él tenía dieciséis años y estaba estudiando para sus exámenes de ingreso a la universidad cuando se había convertido en un aprendiz, así que se trasladó a Corea para comenzar con su entrenamiento. Antes de eso, estudió en High School Attached to Hunan Normal University, donde lo habían presentado como estudiante excepcional por sus logros.
En 2011, antes de debutar con EXO, trabajó brevemente con SHINee durante su gira de conciertos reemplazando a Jonghyun en su actuación de baile.

## Carrera

### 2012-2014: Comienzos de carrera

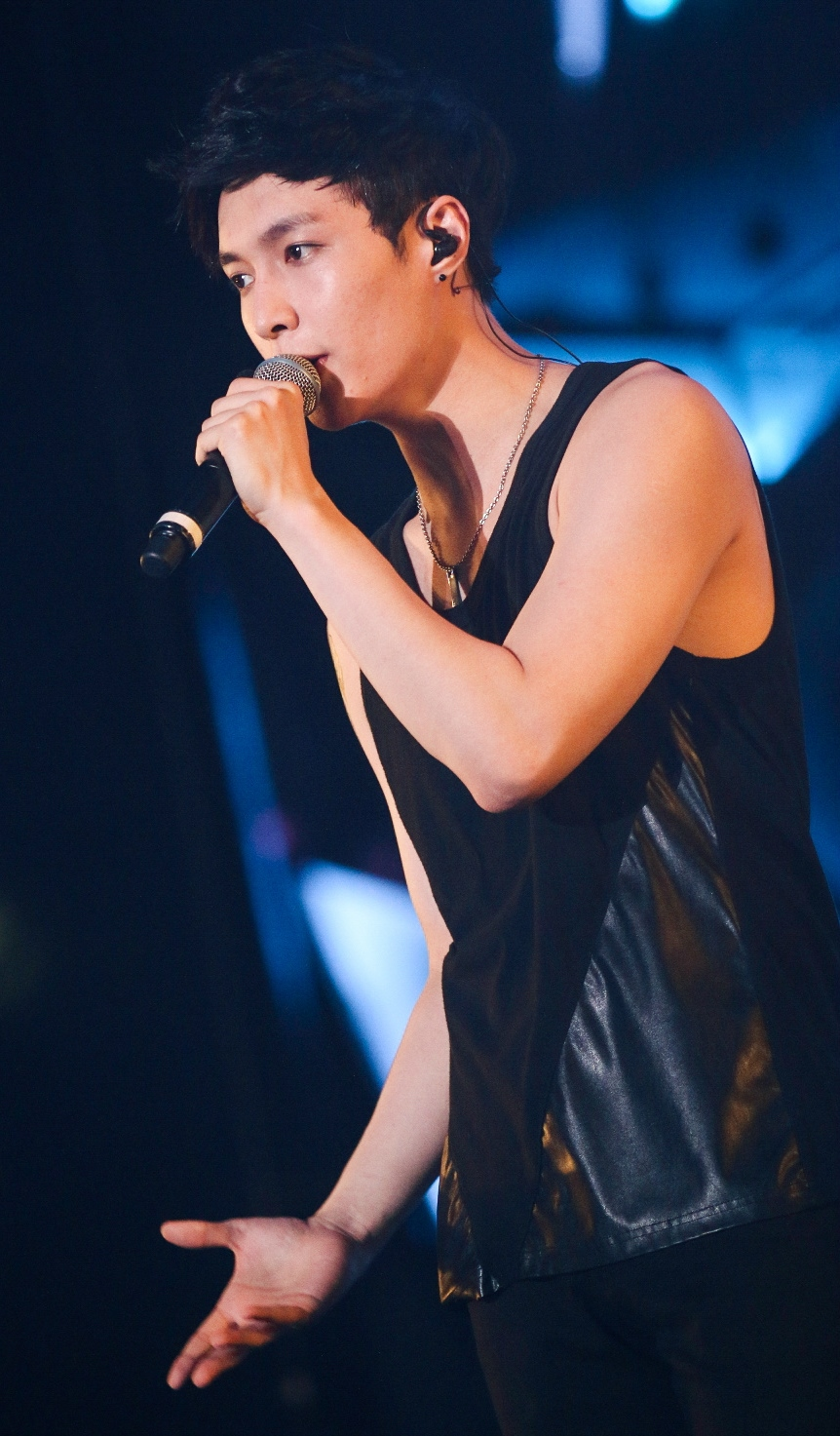
Lay en la gira The Lost Planet en Yakarta en 2014.

Lay se convirtió en el sexto miembro del grupo EXO y fue presentado formalmente al público el 17 de enero de 2012, debutando como el cuarto miembro chino de la subunidad EXO-M. Tras el lanzamiento de los sencillos «What Is Love» y «History» en 2012, él y los otros once miembros celebraron su escaparate de predebut en el Estadio Olímpico de Seúl el 31 de marzo, y un segundo escaparate y conferencia de prensa en Beijing en el Gran Salón de la Universidad de Negocios y Economía Internacional de Beijing. El grupo debutó oficialmente el 8 de abril de 2012 con su canción titulada «Mama», y la primera actuación de EXO-M en China fue en los 12th Yinyue Fengyun Bang Awards.
En diciembre de 2012, Lay se unió al proyecto musical S.M. The Performance, junto con su compañero Kai y sus colegas Yunho, Eunhyuk, Donghae, Minho y Taemin. El 29 de diciembre, el grupo interpretó el sencillo «Spectrum», que fue lanzado al día siguiente, en 2012 SBS Gayo Daejeon. A medida que su grupo ganó éxito comercial, el álbum de estudio, XOXO, se convirtió en el primer álbum en vender más de un millón de copias en Corea del Sur en doce años. El miniálbum Overdose (2014) había logrado entrar en Billboard 200.
A principios de 2014, Lay compuso e interpretó la canción «I'm Lay» para su interpretación en solitario durante la primera gira de EXO titulada The Lost Planet. Más adelante en 2014, él interpretó otra canción titulada «I'm Coming» en un programa de televisión especial de fin de año en Hunan TV.

### 2015–2016: Debut en solitario y actuación
En abril de 2015, S.M. Entertainment anunció que se había establecido un estudio personal para las actividades de Lay en China. En mayo de 2015, se convirtió en un miembro de reparto del programa chino Go Fighting! En junio de 2015, Lay compuso la canción «Promise» de la reedición del segundo álbum de estudio de EXO titulada, Love Me Right. Él también escribió las letras para la versión china de la canción, mientras que la versión coreana fue coescrita por Chen y Chanyeol.

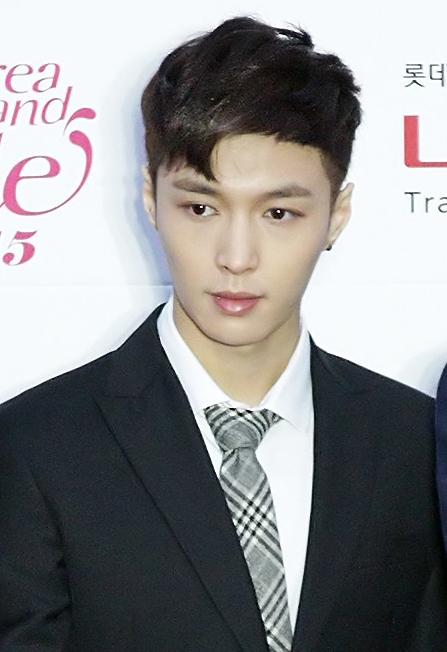
Lay en Seoul Music Awards en 2015.

El 18 de septiembre de 2015, se publicó la edición limitada de su autobiografía titulada Standing Firm At 24, mientras que la edición estándar salió a la venta el 7 de octubre. El libro documenta eventos importantes a lo largo de su vida y rompió varios récords de ventas en línea vendiendo 68 537 copias en los primeros veinticuatro minutos de preventa. Con menos de tres meses de venta de 1 4 millones de copias, obtuvo el cuarto lugar en «The 10th Chinese Celebrity Writers List», lanzado por los medios de comunicación influyentes de China, WCC Daily, Cover News y Great Star Media, convirtiéndose en el autor más joven en entrar a la lista. También fue el campeón de la entrega de 2015 de Anual Celebrity Book Sales, y ocupó el primer lugar de Asia's Best Books, dos veces durante su clasificación mensual y seis veces para la lista semanal. Él también estuvo en la lista de Rakuten, con 400 000 copias vendidas en un plazo de seis meses, y ha recibido mucho aclamación y alabanza de los lectores.
En el mismo mes, apareció en la película Kung Fu Yoga, protagonizada por Jackie Chan y dirigida por Stanley Tong, y más tarde fue anunciado como protagonista junto a su colega Krystal en la próxima película titulada Unexpected Love, que fue pospuesta para su lanzamiento en agosto de 2017, cuyo afiche fue revelado en el Festival de Cannes.
En noviembre de 2015, Lay hizo su debut en la gran pantalla con un papel de apoyo en la película china Ex Files 2: The Backup Strikes Back, que fue un éxito de taquilla, consiguiendo dos mil millones en ventas dentro de diez días de su lanzamiento. Más tarde ganó el premio al Mejor Actor de Reparto en el Festival de Cine de Gran Bretaña de China 2016 por su actuación. También escribió y grabó una banda sonora original para la película titulada «Alone (One Person)», que alcanzó el número uno en Baidu Music Chart, y más tarde ganó el premio a la mejor banda sonora original en 16th Top Chinese Music Awards y 4th V-Chart Awards. Lay también protagonizó la película china Oh My God y colaboró con sus coestrellas Coco Jiang Wen y Li Xiaolu en una banda sonora original para la película titulada «Happy Youth», que debutó en el número ocho de Billboard V Chart.
En enero de 2016, Lay y los otros miembros del reparto de Go Fighting! aparecieron en la película china Royal Treasure. En abril de 2016, recibió el premio al Recién Llegado Más Popular en 16th Top Chinese Music Awards. En mayo de 2016, Lay hizo su debut en la panalla chica en la serie de televisión china To Be A Better Man y lanzó una canción china titulada «Monodrama» como parte de SM Station. Escrito por Lay y co-compuesto y arreglado con Divine Channel, «Monodrama» rompió récords al quedarse en la primera posición en YinYueTai VChart durante cinco semanas consecutivas.
En mayo de 2016, Lay protagonizó el drama de televisión chino The Mystic Nine, una precuela de The Lost Tomb. La serie logró un éxito sin precedentes, colocándose primero en las calificaciones de televisión y estableciendo un récord por obtener varias visitas en línea dentro de veinticuatro horas, y ha acumulado más de diez mil millones de visitas en total. La serie de televisión pasó a tener una historia secundaria llamada The Mystic Nine Side Story: Flowers Bloom in February, que se centró únicamente en el personaje de Lay, Er Yue Hong.
En octubre de 2016, la carrera de Lay como solista comenzó con el lanzamiento de «what U need?» como un regalo sorpresa para sus fanáticos en su cumpleaños. La canción se posicionó en el número uno en China V Chart, así como en Billboard World Digital Songs y había entrado al top 60 de iTunes, haciendo a Lay el primer artista chino para aparecer en la lista. Él interpretó la canción por primera vez el 10 de octubre en Asia Song Festival en Busan. El 28 de octubre, un día después de celebrar una conferencia de prensa en Shanghai Town & Country Community, Lay publicó su primer miniálbum titulado Lose Control, que contiene seis canciones en mandarín, y el vídeo musical para el sencillo. Lay participó en gran parte de la producción del álbum como productor, y estuvo personalmente a cargo de la composición, el arreglo y la escritura de las letras de cada canción, así como la traducción de la misma letra en otros tres idiomas incluyendo inglés y japonés. La canción «Lose Control» se mantuvo en primer lugar en Billboard China V Chart durante seis semanas seguidas. Lose Control rompió el récord en Corea del Sur por una gran mayoría de ventas de un artista en solitario, con pre-pedidos superando las 200 000 copias antes de que el álbum físico fuese publicado, haciendo el álbum número uno en ventas. Lay también se convirtió en el primer artista en solitario en vender más de 40 000 copias del álbum dentro de un día y 125 000 después de una semana del lanzamiento del álbum. Más de un millón de copias del álbum digital se ha vendido en Xiami. Interpretó «Lose Control» por primera vez en The Show el 15 de noviembre. Lose Control fue un éxito comercial alcanzando el primer lugar en Gaon Album Chart.
Más tarde en noviembre, Lay fue anunciado para protagonizar un remake chino de la exitosa serie de televisión dramática japonesa Operation Love, que comenzó a transmitirse en Dragon TV desde el 24 de abril de 2017 con 32 episodios.

### 2017-presente: Rozando la popularidad yLay 02 Sheep
El 27 de enero de 2017, Zhang hizo su primera aparición en el Festival de Gala de Primavera de CCTV y se presentó junto al actor chino Jing Boran. En abril de ese mismo año, se confirmó que sería parte del elenco de la película histórica The Founding of an Army, lanzada el 28 de julio de 2017 para conmemorar el 90 aniversario del Ejército Popular de Liberación. En mayo, lanzó la canción «祈愿 (Pray)» para la banda sonora de Operation Love, alcanzando la posición más alta en QQ Music. También en mayo, participó en la ceremonia de lanzamiento de Huawei Nova 2 en el Centro Internacional de Exposiciones y Conferencias de Hunan, donde expresó su gratitud por su continuo nombramiento como embajador de Huawei Nova. En julio de 2017, el programa de variedades Go Fighting! estrenó su tercera temporada, con Zhang en el elenco principal. Más tarde se reveló como el actor de voz del doblaje chino para el principal antagonista de la película animada Cars 3.
Una escultura de cera de él en Madame Tussauds tuvo su exposición el 8 de septiembre de 2017 en Beijing. El 17 de septiembre de 2017, se confirmó que sería protagonista del drama The Golden Eyes, anunciado en una conferencia previa al lanzamiento. El 22 de septiembre, S.M. Entertainment reveló una imagen teaser sobre su próximo regreso. El 25 de septiembre, lanzó la canción «I Need U (需要 你)» como prelanzamiento de su primer álbum de estudio Lay 02 Sheep, lanzado digitalmente el 7 de octubre de 2017, junto con un segundo sencillo «Sheep (羊)».

## Imagen
En octubre de 2013, una lista sobre «Top 10 Los Hombres Más Bonitos de Asia» organizada por el sitio web Youth Entertainment, informó que Lay estaba clasificado en el puesto número seis con más de 27 millones de votos. En abril de 2014, Lay fue clasificado en otra lista en la posición número diez de la lista anual «Los Hombres Más Bonitos de Asia».

## Filantropía
El 13 de febrero de 2015, Lay participó en un servicio comunitario «LOVE TO GO HOME». El servicio fue realizado por la empresa de bicicletas chinas AIMA, para ayudar a las personas que regresan para las fiestas de Año Nuevo Lunar en motocicletas. Lay representó a todos los miembros de EXO, mientras distribuía bolsas de agua calientes, bufandas, medicinas de emergencias, ramen, agua y juguetes para todos. Gracias a ello recibió una placa AIMA por ayudar. Lay dijo: 

«Estoy honrado en poder participar en un servicio público significativo para el mayor feriado de China o Año Nuevo Lunar. Para muchas personas que están regresando a sus casas, su salud y su seguridad es lo más importante, por lo que era importante para mí ayudarlos, por lo menos un poco. Quiero participar regularmente en los servicios públicos. EXO planea mostrar varias fotos de este año, entonces por favor demuestren mucho amor.»

El 7 de octubre de 2015, los fanáticos de Lay recaudaban dinero que fue donado en su nombre a la construcción de un pozo y un baño público en un pueblo carente de Camboya. El 6 de octubre, el club de fanáticos «DAILYIXING» publicó fotos del proyecto terminado, incluyendo fotos de algunos de los residentes de la aldea con un cartel agradeciendo a Lay y deseándole un feliz cumpleaños. Además, el club de fanáticos recolectó ropa usada para donar a través de la organización caritativa OTCAN. También donaron dinero en nombre de Lay para la organización Coal Briquettes para vecinos en Corea, que ayuda a mantener el calor necesitado en el invierno, proporcionándoles con briquetas de carbón para sus calentadores.
Debido a la reciente situación que afecta al mundo, Lay ha donado en su país cientos de miles de yuanes a través de la Cruz Roja; y ha donado cientos de miles de mascarillas a varios hospitales de las provincias de Hubei (foco de la pandemia) y Hunan (su provincia natal). Pero el idol no solamente donó en su país, también donó 20 millones de wones a Corea para ayudar a superar la crisis, con un emotivo mensaje incluyendo el lema de EXO "Somos uno": "Todos somos hermanos más allá de la sangre. Somos vecinos y nuestros corazones están unidos. Espero que podamos superar estos tiempos difíciles. Somos hermanos. Somos uno". No solo ha querido aportar económicamente, sino que también han querido mandar mensajes a través de su música. Lay compuso la canción 会好的 (Todo estará bien) con letra escrita con ayuda de los fanes. También compuso y escribió la canción  最美风景线  (El escenario más bello) en la que agradece y da ánimo al personal sanitario.

## Discografía

### Álbum de estudio
- 2017: Lay 02 Sheep
- 2018: Lay 03 Namanana
- 2020: Lay 04 Lit
- 2021: Lay 05 Producer

### EP
- 2016: Lose Control
- 2017: Winter Special Gift
- 2019: Honey

## Filmografía

### Películas
| Año  | Título                              | Papel         | Notas                 | Ref    |
| ---- | ----------------------------------- | ------------- | --------------------- | ------ |
| 2015 | SMTOWN The Stage                    | Él mismo      | Documental de SM Town | [ 67 ] |
| 2015 | Ex Files 2: The Backup Strikes Back | Lee Xiang He  | Aparición especial    |        |
| 2015 | Oh My God                           | Le Yi         | Papel Principal       |        |
| 2016 | Fighting The Movie: Royal Treasure  | Él mismo      |                       |        |
| 2017 | Kung Fu Yoga                        | Xiao Guang    | Papel de apoyo        |        |
| 2017 | The Founding of an Army             | Lu Deming     |                       |        |
| 2017 | Unexpected Love                     | Han Bing      | Papel Principal       |        |
| 2017 | Cars 3                              | Jackson Storm | Doblaje para China    |        |

### Televisión
| Año  | Título                                     | Papel        | Notas                | Cadena          |
| ---- | ------------------------------------------ | ------------ | -------------------- | --------------- |
| 1998 | We The People                              | Huan Huan    | 1 episodio           |                 |
| 2005 | Star Academy                               | Él mismo     | Participante         |                 |
| 2014 | Music Billboard Charts                     | Él mismo     | Presentador          |                 |
| 2015 | Go Fighting (Ultimate Challenge)           | Él mismo     | Regular              | SMG Shanghai Tv |
| 2015 | To Be A Better Man                         | Xiao Cai     |                      |                 |
| 2015 | Hurry Up, Brother                          | Él mismo     | Episodio 2           |                 |
| 2016 | The Mystic Nine                            | Er Yue Hong  | Protagonista         | Iqiyi           |
| 2017 | Operation Proposal                         | Yan Xiao Lai | Protagonista         |                 |
| 2018 | Tumba del mar                              | Xie Yu Chen  |                      |                 |
| 2019 | The Golden Eyes                            | Zhuang Rui   | Protagonista         | Iqiyi           |
| 2019 | La elegancia y el talento en Dinastía Ming | Zhu Qi Zhen  |                      |                 |
| 2021 | Faith Makes Great                          | Xiong Dazhen | historia: "Lie Xing" |                 |
| 2021 | Crime Crackdown                            | Lin Hao      | Protagonista         | Tencent -WeTV   |

### Web-dramas
| Año  | Título        | Papel | Notas                                   |
| ---- | ------------- | ----- | --------------------------------------- |
| 2015 | EXO Next Door | Lay   | Recurrente; Papel ficticio de sí mismo. |

### Programas de variedades
| Año             | Título                              | Notas                                                               | Cadena          |
| --------------- | ----------------------------------- | ------------------------------------------------------------------- | --------------- |
| 2021 - presente | Street Dance of China (temporada 4) | Capitán                                                             | Youku           |
| 2021 – presente | Back to Field: S5                   | miembro                                                             | Hunan- Mango TV |
| 2021            | Youth & Melody                      | Mentor y PD                                                         | SMG Shanghai Tv |
| 2020            | We Are Young (少年之名)             | mentor                                                              |                 |
| 2020            | Street Dance of China (Temporada 3) | Capitán, mentor                                                     | Youku           |
| 2015–2020       | Go Fighting!                        | miembro                                                             | SMG Shanghai Tv |
| 2018–2019       | Idol Producer                       | mentor, presentador y representante de los productores de la nación | Iqiyi           |
| 2016, 2018      | Day Day Up                          | Invitado                                                            |                 |
| 2017, 2018      | Happy Camp                          | Invitado                                                            |                 |
| 2013            | Hello Counselor                     | Invitado, Ep. #145                                                  |                 |

## Premios y nominaciones
| Año  | Premio                           | Categoría                      | Trabajo nominado | Resultado |
| ---- | -------------------------------- | ------------------------------ | ---------------- | --------- |
| 2015 | The Wind of the East Ceremony    | Pionero de la Música del Año   | —                | Ganador   |
| 2015 | Asian Influence Awards           | Artista Más Influyente de Asia | —                | Ganador   |
| 2015 | Cosmopolitan Beauty Awards China | Ídolo Hermoso del Año          | —                | Ganador   |
| 2016 | Qingting FM Awards               | Artista Masculino Más Popular  | —                | Ganador   |
| 2016 | 16th Top Chinese Music Awards    | Mejor OST de una Película      | «One Person»     | Ganador   |
| 2016 | 16th Top Chinese Music Awards    | Mejor Actor Novato             | —                | Ganador   |
| 2016 | 4th V-Chart Awards               | Banda Sonora del Año           | «One Person»     | Ganador   |
| 2016 | 4th V-Chart Awards               | Recién Llegado Más Popular     | —                | Ganador   |
| 2016 | LeTV LeEco Night                 | Ídolo Más Popular              | —                | Ganador   |